# تیتانات زیرکونات سرب

ساختار پرووِسکیت PZT

تیتانات زیرکونات سرب (به انگلیسی: Lead zirconate titanate) با فرمول شیمیایی (سرب[زیرکونیمxتیتانیم1-x]O۳ ۰≤x≤۱) یک ترکیب یونی با شناسه پاب‌کم ۱۵۹۴۵۲ است معمولاً به اختصار PZT نامیده می‌شود. جرم مولی آن ۳۰۳٫۰۶۵ تا 346.4222 g/mol می‌باشد. این ماده که سرب زیرکونیوم تیتانات نیز نامیده می‌شود، یک ماده پروسکایت سرامیکی است که اثر پیزوالکتریک مشخصی را نشان می‌دهد، به این معنی که ترکیب با اعمال میدان الکتریکی تغییر شکل می‌دهد. در تعدادی از کاربردهای عملی مانند مبدل‌های اولتراسونیک و تشدیدکننده‌های پیزوالکتریک استفاده می‌شود. این ماده جامد است و رنگ مایل به سفید دارد.
سرب زیرکونیوم تیتانات اولین بار در حدود سال ۱۹۵۲ در موسسه فناوری توکیو توسعه یافت. در مقایسه با تیتانات باریم، یک ماده پیزوالکتریک مبتنی بر اکسید فلزی که قبلاً کشف شده بود، تیتانات زیرکونیوم سرب حساسیت بیشتری نشان می‌دهد و دمای عملیاتی بالاتری دارد. سرامیک‌های پیزوالکتریک به دلیل استحکام فیزیکی، بی‌اثری شیمیایی و هزینه ساخت نسبتاً پایین کاربردی هستند. سرامیک PZT رایج‌ترین سرامیک پیزوالکتریک مورد استفاده است زیرا حساسیت و دمای عملیاتی بالاتری نسبت به سایر سرامیک‌های پیزوالکتریک دارد. اخیراً، به دلیل قوانین در بسیاری از کشورها که استفاده از آلیاژها و ترکیبات سرب را در محصولات تجاری محدود می‌کند، فشار زیادی به سمت یافتن جایگزین‌هایی برای PZT صورت گرفته‌است.

## خواص الکترو سرامیک
تیتانات زیرکونات سرب از آن جایی که پیزوالکتریک است، هنگام فشرده شدن، در دو سطح خود، ولتاژ (یا اختلاف پتانسیل) ایجاد می‌کند که در حسگرها کاربرد دارد. همچنین با اعمال میدان الکتریکی خارجی از نظر فیزیکی تغییر شکل می‌دهد که در زمینه فعالسازها کاربردی است. ضریب گذردهی نسبی تیتانات زیرکونات سرب بسته به جهت‌گیری و غلظت می‌تواند از ۳۰۰ تا ۲۰۰۰۰ متغیر باشد.
این ماده به دلیل پیروالکتریک بودن، در شرایط دمایی متغیر، اختلاف ولتاژی را در دو سطح خود ایجاد می‌کند. در نتیجه، تیتانات زیرکونات سرب می‌تواند به عنوان یک سنسور حرارتی استفاده شود. تیتانات زیرکونات سرب فروالکتریک نیز هست، به این معنی که دارای قطبش الکتریکی خود به خودی(دوقطبی الکتریکی) است که می‌تواند در حضور میدان الکتریکی معکوس شود.
این ماده دارای ضریب گذردهی نسبی بسیار بزرگ در مرز فاز مورفوتروپیک (MPB)، نزدیک x = ۰٫۵۲ است.
برخی از فرمولاسیون‌ها تا حداقل ۲۵۰ کیلوولت بر سانتی‌متر(۲۵ مگاولت بر متر) اهمی هستند. پس از آن، جریان به‌طور نمایی با قدرت میدان قبل از رسیدن به شکست بهمنی رشد می‌کند. اما سرب زیرکونات تیتانات شکست دی‌الکتریک وابسته به زمان را نشان می‌دهد؛ بسته به ولتاژ و دما، شکست ممکن است تحت تنش ولتاژ ثابت، پس از چند دقیقه یا ساعت رخ دهد؛ بنابراین قدرت دی‌الکتریک آن بستگی به مقیاس زمانی دارد که در آن اندازه‌گیری می‌شود. فرمولاسیون‌های دیگر دارای قدرت دی‌الکتریک هستند که در محدوده ۸–۱۶ مگاولت بر متر اندازه‌گیری شده‌است.

## موارد استفاده
مواد مبتنی بر تیتانات زیرکونات سرب اجزای خازن‌های سرامیکی و محرک‌ها (تیوب‌های) STM/AFMهستند.
تیتانات زیرکونات سرب برای ساخت مبدل‌های صدای بالا (ultrasound transducers) و سایر حسگرها و محرک‌ها و همچنین خازنهای سرامیکی با ارزش بالا و تراشه‌های FRAM استفاده می‌شود. تیتانات زیرکونات سرب همچنین در ساخت تشدید کننده‌های سرامیکی برای زمان‌بندی مرجع در مدارهای الکترونیکی استفاده می‌شود. عینک‌های ضد فلاش با ویژگی PLZT از خدمه هواپیما در برابر سوختگی و کوری در صورت انفجار هسته ای محافظت می‌کند. لنزهای PLZT می‌توانند در کمتر از ۱۵۰ میکروثانیه مات شوند.
از نظر تجاری، معمولاً به شکل خالص استفاده نمی‌شود، بلکه با گیرنده‌هایی که فضای خالی اکسیژن (آنیون) ایجاد می‌کنند، یا اهداکننده‌های الکترونی که جای خالی فلزی (کاتیونی) ایجاد می‌کنند و حرکت دیواره دامنه را در مواد تسهیل می‌کنند، آلایش می‌شود. به‌طور کلی، آلایش گیرنده باعث ایجاد تیتانات زیرکونات سرب سخت می‌شود، در حالی که آلایش اهداکننده باعث ایجاد تیتانات زیرکونات سرب نرم می‌شود. تیتانات زیرکونات سرب سخت و نرم معمولاً از نظر ثابت پیزوالکتریک متفاوت هستند. ثابت‌های پیزوالکتریک متناسب با قطبش یا میدان الکتریکی تولید شده در واحد تنش مکانیکی هستند، یا در عوض، کرنش مکانیکی تولید شده توسط هر واحد میدان الکتریکی که اعمال می‌شود. به‌طور کلی، تیتانات زیرکونات سرب نرم دارای ثابت پیزوالکتریک بالاتر است، اما تلفات بیشتری در مواد به دلیل اصطکاک داخلی دارد. در تیتانات زیرکونات سرب سخت، حرکت دیواره دامنه توسط ناخالصی‌ها قفل می‌شود و در نتیجه تلفات مواد را کاهش می‌دهد، اما به قیمت کاهش ثابت پیزوالکتریک.

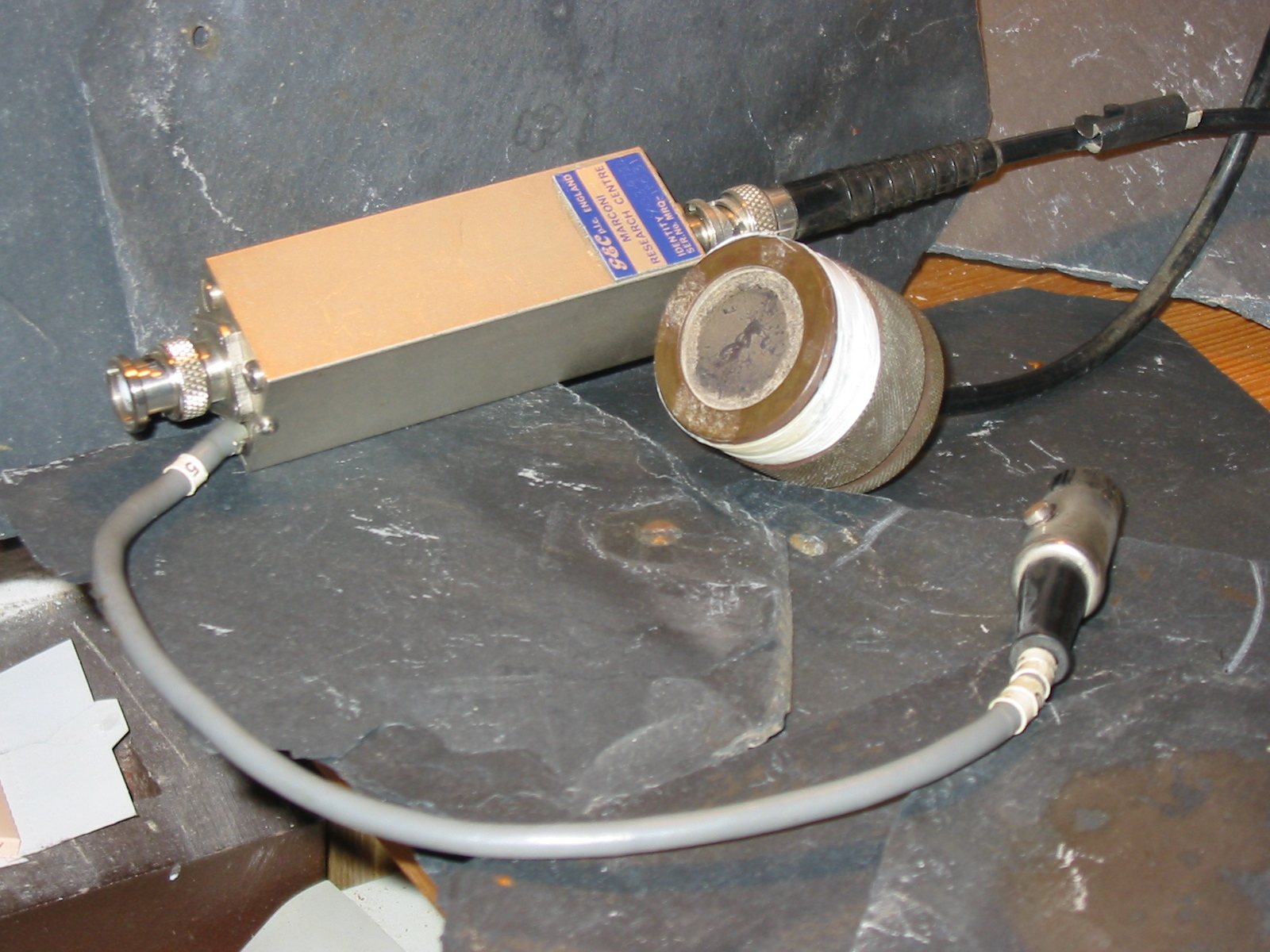
محرک صدای بلند PLZ